# Galanas
Galanas dans la loi galloise était un paiement effectué par un criminel  et sa famille en réparation à la famille de sa victime. Il est semblable à l'éraic en Irlande et au weregild anglo-saxon. 
L'indemnisation dépendait du statut de la victime, mais pouvait être également affectée en fonction des circonstances du meurtre. Par exemple, un meurtre en embuscade ou par empoisonnement signifiait un paiement du double de ce qui était prévu dans la loi. Le paiement était dû par des parents du criminel aussi éloignés que les cousins au cinquième degré ; chaque degré de parenté payant le double du taux du suivant. Ainsi, les cousins germains payaient le double de la somme payable par les cousins au deuxième degré. Les femmes payaient la moitié du taux des hommes. 
Le premier tiers des galanas devait être payé par le meurtrier, son père, sa mère ainsi que ses frères et sœurs. Le reste était partagé entre les autres parents : les deux tiers devant être réglé par les parents du père et un tiers par les parents de la mère. 
Les mêmes règles s'appliquent à ceux qui reçoivent les galanas . Dans les textes existants, datant du XIIIe siècle, un tiers de la somme versée était dû au Seigneur en tant qu'autorité d'exécution, mais cela a été considéré comme une innovation de l'époque. 

## Voir également
- Le prix du sang
- Diyya
- Éraic
- Główszczyzna
- Weregild